# Дядько Федір
Дя́дько Фе́дір (рос. Дядя Фёдор) — вигаданий хлопчик, один з головних персонажів творів дитячого письменника Едуарда Успенського і, на основі цих творів, радянської серії мультфільмів: «Троє з Простоквашино». Закоханий у сусідку Олю.

## Опис
Дядько Федір розвинений не по роках хлопчик. Він в чотири навчився читати, в шість сам собі суп варив. Його батьків звати Павло і Римма. Дуже любить тварин і часто приносить бездомних звірів додому, через що у нього постійно виникають конфлікти з батьками. Мама дядька Федора не любила тварин, «особливо всяких котів». Після знайомства з котом Матроскіним і чергового скандалу з батьками він переїхав в село Простоквашино.
Дуже серйозний і самостійний, за що його і прозвали «дядьком».

## Цікаві факти
- Образ дядька Федора, як і інших персонажів з Простоквашино, використовується в анекдотах.